# Japanse kruiskwal
Japanse kruiskwal (Gonionemus vertens) is een hydroïdpoliep met een doorsnede van maximaal twee centimeter.
De kwal leeft bij voorkeur in brakwater. In Nederland komt de soort onder andere voor in het Goese Meer, de Oosterschelde, het Grevelingenmeer en het Veerse Meer. In België werd de soort aangetroffen in de Spuikom van Oostende.
Van oorsprong komt de soort niet voor in de Europese kustwateren. Deze exoot is voor het eerst waargenomen in Nederland in 1960.